# Bekoji
Bekoji é uma cidade na região central da Etiópia.
Situada na península de Arsi, na região de Oromia, fica num altiplano de 2810 m de altura. É o centro da região administrativa do mesmo nome. A pequena cidade tem uma população de 16.730 habitantes.
É conhecida por ser a cidade de nascimento de alguns dos maiores campeões olímpicos etíopes como Kenenisa Bekele, Fatuma Roba, Derartu Tulu e Tirunesh Dibaba.